# Pes superpesant
Pes superpesant és una categoria competitiva de la boxa i d'altres esports de combat, la qual agrupa competidors de pes considerable. No existeix a la boxa professional. A la boxa d'aficionats (homes majors) la categoria abasta els boxejadors que pesen més de 91 quilos (201 + lb), sense límit de pes, per a les dones la categoria té un pes de 80 quilos (176 lb) i tampoc té límit de pes màxim.
A la boxa d'aficionats la categoria immediata anterior és el pes pesant i es tracta de la categoria de pes màxim.

## Història
Va ser introduïda als Jocs Olímpics d'Estiu de 1984, com a resultat de l'increment del pes dels boxejadors al llarg del segle xx, que va establir diferències significatives entre els competidors.

## Dones i cadets
Pel que fa a la boxa professional, no hi ha diferències entre homes i dones, quant als límits entre les categories, amb l'aclariment que entre les dones no existeix la categoria de pes superpesant i, per tant, la categoria màxima és el pes pesant.
A la boxa d'aficionats sí que hi ha diferències en els límits de les categories, entre els homes majors (adults i juniors), pel que fa a les dones i els cadets (menors d'edat). En el cas de la boxa femenina de la categoria lleuger és la següent:
- Límit inferior: 81 quilos.
- Límit superior: No n'hi ha.

## Campions aficionats

### Campions olímpics
- estiu de 1984 –  Tyrell Biggs
- estiu de 1988 –  Lennox Lewis
- estiu de 1992 –  Roberto Balado
- estiu de 1996 –  Wladimir Klitschko
- estiu del 2000 –  Audley Harrison
- estiu de 2004 –  Alexander Povetkin
- estiu de 2008 –  Roberto Cammarelle